# Блинкин, Михаил Яковлевич
Михаи́л Я́ковлевич Бли́нкин (род. 23 июля 1947, Москва) — российский эксперт в области организации транспортной среды и урбанистики, кандидат технических наук, ординарный профессор НИУ «Высшая школа экономики», научный руководитель Института экономики транспорта и транспортной политики НИУ ВШЭ, научный руководитель факультета городского и регионального развития того же университета.

## Биография
Михаил Блинкин родился 23 июля 1947 года в Москве в еврейской семье. В 1970 году окончил механико-математический факультет МГУ по специальности «Математика».
До 1990 года работал в государственных НИИ — сначала в дорожном, а затем в транспортном. Старший научный сотрудник по специальности «Автомобильные дороги и автомобильный транспорт». В 1991 году учредил «Независимую транспортную лабораторию» (ТРАНСЛАБ), преобразованную позже в Некоммерческое партнерство «НИИ ТДХ».
Кандидат технических наук по специальности «Техническая кибернетика и теория информации», тема диссертации — «Макроскопические модели транспортного потока в системах управления движением на автомобильных магистралях» (1978). В молодости направления научной деятельности Блинкина — топологическая алгебра и алгебраическая топология.
Финансовый аналитик, в 1992 году получил сертификат Лондонской школы политических и экономических наук.
С 1992 года работал в «Независимой транспортной лаборатории», преобразованной в 2003 году в Научно-исследовательский институт транспорта и дорожного хозяйства. Занимался научными разработками в области транспортной политики, экономических и институциональных проблем дорожного хозяйства, городского транспортного планирования, безопасности дорожного движения. Практические разработки Блинкина — методические материалы и проекты нормативных правовых актов, использованные в многочисленных официальных документах Минтранса России и Росавтодора, а также профильных комитетов Госдумы РФ.
За время научной карьеры опубликовал более ста работ и методических разработок. Автор многочисленных статей и интервью по проблемам транспорта, транспортной ситуации в мегаполисах, развитию дорожно-транспортной инфраструктуры. Один из самых публикуемых и цитируемых российских экспертов-транспортников. Участник множества телепередач, приглашённый эксперт в информационных и аналитических программах телевидения.
В 2011 году приглашён в НИУ ВШЭ на должность директора вновь организованного Института экономики транспорта и транспортной политики. Профессор, старший научный сотрудник.

## Общественная деятельность
Председатель Общественного совета Министерства транспорта Российской Федерации в 2013—2022 годах, член Общественной палаты города Москвы в 2013—2022 годах, член Общественной палаты Российской Федерации в 2011—2013 годах, член Евро-Азиатского исполкома Международного союза общественного транспорта в 2011—2022 годах.

## Награды
В апреле 2012 года награждён орденом Почёта за «большой вклад в разработку социально-экономической стратегии России на период до 2020 года».

## Семья и увлечения
Женат первым браком с 1973 года. Имеет двух дочерей, трёх внуков и двух внучек. Увлекается вождением автомобиля по хорошим дорогам, написанием художественных и публицистических материалов.